# Ludwig Gorm
Ludwig Gorm (* 30. August 1884 in Wien; † 1965) war ein österreichischer Schriftsteller jüdischer Herkunft.

## Leben
Ludwig Gorm studierte zunächst ein Jahr Chemie in Heidelberg, an der Universität Wien wurde er zum Dr. phil. promoviert. Er trat als Novellist hervor und widmete sich unter anderem historischen Themen. 1912 erschien sein Roman über Päpstin Johanna, 1918 Die Kinder von Genf über Calvins Kampf gegen die Libertiner. Weitere Arbeitsfelder Gorms waren – zum Teil preisgekrönte – Aufsätze; außerdem Kritiken zu Kunst und Literatur, zum Beispiel in der Deutschen Allgemeinen Zeitung und den Münchner Neuesten Nachrichten. Er war auch als literarischer Übersetzer aus dem Französischen tätig. Im Jahr 1933 emigrierte er von München nach Florenz und Bologna, später nach Kapstadt.